# 川合清隆
川合 清隆（かわい きよたか、1940年-　）は、フランス文学者、甲南大学名誉教授。

## 人物・来歴
愛知県生まれ。1963年名古屋大学文学部仏文科卒、70年同大学院文学研究科博士課程単位取得退学。甲南大学文学部助教授、教授。2008年退任、名誉教授。ルソーを研究。  

## 著書
- 『ルソーの啓蒙哲学 自然・社会・神』名古屋大学出版会 2002
- 『ルソーとジュネーヴ共和国 人民主権論の成立』名古屋大学出版会 2007

編著
- 『図解フランス語会話』編 海文堂出版 1972

### 翻訳
- 『ルソー全集 第8巻』「山からの手紙」白水社 1979
- ジャン・ゲーノ『ジャン=ジャック・ルソー伝 ルソー全集 別巻 1』宮ケ谷徳三共訳 白水社 1981
- ラオンタン「未開人との対話」『ユートピア旅行記叢書 第4巻 (ヨーロッパ精神の危機の時代 2)』岩波書店 1998
- マブリ『市民の義務と権利』京都大学学術出版会、2014

## 参考
- 川合清隆教授 主要業績一覧 甲南大学紀要 文学編 2008
- ISBN 978-4-87698-391-9